# Élections provinciales en Nouvelle-Calédonie
En Nouvelle-Calédonie, l'élection provinciale permet d'élire les membres des Assemblées de Provinces et du Congrès.
La durée du mandat d'un élu provincial et/ou du Congrès est de 5 ans depuis 1999 (il était auparavant de 6 ans entre 1989 et 1999). Ils sont élus au suffrage universel direct par les citoyens de la Nouvelle-Calédonie. Les dernières élections provinciales ont eu lieu le 12 mai 2019.
Le terme d'élection provinciale s'applique au scrutin territorial de la Nouvelle-Calédonie depuis la création des trois Provinces (Sud, Nord et Îles Loyauté) en 1989, en application des accords de Matignon.
La participation y est toujours relativement forte (autour de 70 % des inscrits, avec une montée à 76,5 % en 2004 et une baisse à 66,47% en 2019).

## Mode de scrutin
La circonscription électorale pour l'élection des élus provinciaux est la province.
Le mode de scrutin en lui-même n'a pas changé depuis 1989. Il s'agit d'un scrutin proportionnel plurinominal suivant la méthode de la plus forte moyenne (méthode de Jefferson) à un tour, selon l'article R241 du code électoral.
Le nombre de sièges à pourvoir dans chaque Assemblée de Province a en revanche évolué. Entre 1989 et 1999, le scrutin concernait 54 élus, à la fois membre d'une Assemblée de Province et du Congrès. Chaque liste, pour obtenir au moins un siège, devait réunir au moins 5 % des suffrages exprimés dans la province. Le nombre de sièges se répartissaient ainsi entre les trois assemblées provinciales :
- Province Sud : 32 sièges,
- Province Nord : 15 sièges,
- Province des îles Loyauté : 7 sièges.

Après l'application du statut de l'accord de Nouméa à partir de 1999, le nombre d'élus provinciaux a augmenté (passant de 54 à 76), mais pas celui des membres du Congrès (qui reste à 54). De ce fait, seulement une partie de chaque liste victorieuse est également élue au sein de l'assemblée délibérante néo-calédonienne (les premiers noms de la liste proportionnellement du résultat obtenu), tandis que le reste se retrouve désormais à siéger uniquement au sein de la seule Assemblée de Province. De plus, le seuil à atteindre pour chaque liste afin d'obtenir au moins un élu n'est plus de 5 % des suffrages exprimés, mais de 5 % des inscrits. La répartition des sièges se fait dorénavant ainsi entre les trois provinces :
- Province Sud : 40 élus, dont 32 siègent également au Congrès,
- Province Nord : 22 élus, dont 15 au Congrès,
- Province des îles Loyauté : 14 élus, dont 7 au Congrès.

## Corps électoral
Les élections provinciales néo-calédoniennes ont lieu dans le cadre d'un « gel » du corps électoral autorisé à participer à ces scrutins. Contrairement aux élections présidentielles et législatives, auxquelles peuvent participer tous les citoyens français majeurs, seuls peut participer aux élections provinciales une partie de la population. En vertu de l'accord de Nouméa de 1998 et de l'article 188 de la loi organique de 1999, sont ainsi électeurs les individus disposant de la citoyenneté néo-calédonienne, résidant en Nouvelle-Calédonie avant 1998, ainsi que leurs descendants, à la condition de résider préalablement pendant dix années consécutives sur le territoire,.
Considérant que ces dispositions portent atteinte à l'exercice du droit de vote, le Conseil constitutionnel annule en 1999 le gel du corps électoral en limitant ces conditions à la présence continue pendant dix ans. Cette décision, qui remplace le corps électoral « figé » ou « gelé » par un corps électoral « glissant », provoque une vive opposition de la part des indépendantistes. En visite dans l'archipel en 2003, le président Jacques Chirac s'engage à revenir sur cette décision, ce qui est fait par le vote de la Loi constitutionnelle n° 2007-237 du 23 février 2007,. Cette dernière réintroduit le gel du corps électoral en l'inscrivant directement dans la constitution.
Depuis la réinstauration du gel, la part de la population néo-calédonienne exclue du vote aux élections provinciales n'a cessé de croitre, passant d'environ 8 000 personnes en 1999, à 18 000 en 2009, puis 42 000 en 2023. A cette date, environ 178 000 personnes constituait le corps électoral gelé sur les 220 000 constituant celui pouvant voter aux élections nationales, soit une exclusion d'environ 15 % de la population en âge de voter.
Cette situation a par la suite été validée à titre transitoire et uniquement temporaire par le Conseil d’État, le Conseil constitutionnel ainsi que la Cour européenne des droits de l'Homme, dans la mesure où celle-ci s'inscrivait dans un « processus de décolonisation » et « sous réserve qu’il soit bien transitoire ».
Or, à la suite de la majorité de suffrages exprimés en faveurs du « Non » lors des trois référendums d'autodétermination de la Nouvelle-Calédonie en 2018, 2020 et 2021, l'Accord de Nouméa se retrouve arrivé à son terme. Il s'ensuit une période de « flottement » quant à l'avenir institutionnel de l'archipel, au cours de laquelle les indépendantistes appellent à la tenue d'un nouveau référendum en lieu et place du troisième, dont ils refusent de reconnaitre le résultats en raison de leur boycott du scrutin. Les loyalistes réclament au contraire le dégel du corps électoral, considérant que les dispositions de l'Accord de Nouméa sont désormais caduques, la population ayant par trois fois choisi de demeurer au sein de la république française. Cette situation de blocage se poursuit jusqu'en 2024, empêchant la conclusion d'un accord local, tandis que s'approchent les élections provinciales. Censées être organisées cette même année, les élections font l'objet d'un report au 15 décembre 2024 afin de laisser davantage de temps aux parties en présence pour négocier. 
Donnant son avis sur la situation le 26 décembre 2023, le Conseil d’État conclut que « Les règles en vigueur concernant le régime électoral des assemblées de province et du Congrès dérogent de manière particulièrement significative aux principes d’universalité et d’égalité du suffrage, notamment en excluant du droit de vote des personnes nées en Nouvelle-Calédonie ou qui y résident depuis plusieurs décennies. ».
Le gouvernement du président Emmanuel Macron entame finalement en janvier 2024 un processus de révision constitutionnelle visant à dégeler le corps électoral. Le projet prévoit un retour à un corps électoral « glissant » en accordant le droit de vote aux électeurs déjà inscrits sur la liste générale qui justifient d'une domiciliation d'au moins dix ans en Nouvelle-Calédonie, ou qui y sont nés. Une telle modification conduirait à l'incorporation d'environ 25 000 nouveaux électeurs,.
Le projet est examiné en mai 2024. Le Front de libération nationale kanak et socialiste critique une « énième tentative de passage en force » du gouvernement, affirmant que la France cherche à « constitutionnaliser la colonisation en Kanaky ». La Cellule de coordination des actions de terrain, proche du parti indépendantiste Union calédonienne, organise des marches. Le Congrès de la Nouvelle-Calédonie demande le retrait de la réforme tandis que Sonia Backès, représentant la droite loyaliste, accuse le Congrès et le gouvernement de la Nouvelle-Calédonie d'être illégitimes.
Le 13 mai 2024, des émeutes éclatent à Nouméa tandis que les députés débattent de l'adoption de la loi,. Les émeutes se poursuivent le 14 mai et amènent à des affrontements armés. Trois personnes personnes meurent et 300 personnes sont blessées, dont certaines par balles. 130 personnes sont arrêtées,,. Au 17 mai 2024, les émeutes sont encore en cours.

### Historique
Jusqu'en 2007, l'article 188 de la loi organique de 1999 fixe trois conditions d'appartenance à ce corps : 
- « a) Remplir les conditions pour être inscrits sur les listes électorales de la Nouvelle-Calédonie établies en vue de la consultation du 8 novembre 1998 ; ». Cette consultation constituait le référendum local d'approbation de l'accord de Nouméa visé à l'article 76 de la Constitution française, à savoir : « Sont admises à participer au scrutin les personnes remplissant les conditions fixées à l'article 2 de la loi n° 88-1028 du 9 novembre 1988 »[17]. Cette dernière loi appliquait les transformations institutionnelles décidées par les accords de Matignon de 1988, et son article 2 précisait : « Seront admis à participer à ce scrutin les électeurs inscrits sur les listes électorales du territoire à la date de cette consultation et qui y ont leur domicile depuis la date du référendum approuvant la présente loi [à savoir celui du 6 novembre 1988]. Sont réputées avoir leur domicile dans le territoire, alors même qu'elles accomplissent le service national ou poursuivent un cycle d'études ou de formation continue hors du territoire, les personnes qui avaient antérieurement leur domicile dans le territoire. »[18]. Cette condition inclus donc toute personne de nationalité française résidant en Nouvelle-Calédonie depuis au moins le 6 novembre 1988.
- « b) Être inscrits sur le tableau annexe et domiciliés depuis dix ans en Nouvelle-Calédonie à la date de l'élection au congrès et aux assemblées de province ; ». Cet alinéa fonde alors le principe de « corps électoral glissant », appliqué aux élections provinciales de 1999 et 2004. La citoyenneté néo-calédonienne selon ce principe s'agrandissait au fur et à mesure des scrutins, en restreignant le droit du sol par une condition d'un minimum de 10 ans de résidence dans l'archipel.
- « c) Avoir atteint l'âge de la majorité après le 31 octobre 1998 et soit justifier de dix ans de domicile en Nouvelle-Calédonie en 1998, soit avoir eu un de leurs parents remplissant les conditions pour être électeur au scrutin du 8 novembre 1998, soit avoir un de leurs parents inscrit au tableau annexe et justifier d'une durée de domicile de dix ans en Nouvelle-Calédonie à la date de l'élection. ».

Un important débat politique local a opposé entre 1999 et 2007 partisans du maintien du seul « corps électoral glissant » (essentiellement les anti-indépendantistes du RPCR) et ceux d'une plus grande restriction avec un « corps électoral gelé » aux seuls inscrits sur les listes électorales à la date du référendum sur l'accord de Nouméa de 1998, bloquant à cette date les entrées dans la citoyenneté néo-calédonienne (position défendue avant tout par les indépendantistes du FLNKS). C'est finalement la deuxième option qui a été actée par le Parlement français réuni en Congrès à Versailles le 19 février 2007. Par 724 pour et 90 contre (dont les trois parlementaires néo-calédoniens, tous anti-indépendantistes et membres de l'UMP, les deux députés Jacques Lafleur et Pierre Frogier et le sénateur Simon Loueckhote), celui-ci adopte en effet la loi constitutionnelle de l'article 77 de la Constitution, et de fait l'article 188 de la loi organique de 1999. Le paragraphe suivant est alors ajouté : « Pour la définition du corps électoral appelé à élire les membres des assemblées délibérantes de la Nouvelle-Calédonie et des provinces, le tableau auquel se réfèrent l'accord mentionné à l'article 76 et les articles 188 et 189 de la loi organique n° 99-209 du 19 mars 1999 relative à la Nouvelle-Calédonie est le tableau dressé à l'occasion du scrutin prévu audit article 76 [soit les électeurs appelés à voter au référendum de 1998] et comprenant les personnes non admises à y participer [soit les personnes installées en Nouvelle-Calédonie entre 1988 et 1998]. ».
Est donc citoyen néo-calédonien (et donc électeur aux élections provinciales) toute personne de nationalité française résidant de manière principale en Nouvelle-Calédonie depuis le 8 novembre 1998 (droit du sol gelé), où celles majeures après cette date dont au moins l'un des deux parents est citoyen néo-calédonien (droit du sang).
Le nombre de personnes inscrites sur la liste électorale spéciale et appelés à se prononcer lors des élections provinciales depuis 1999 ont évolué ainsi :
- 1999 (corps glissant) : 108 422 inscrits (1 siège pour environ 2 008 électeurs), dont[20] :
  - Province Sud : 66 372 (61,2 %, 1 siège pour 1 659 électeurs, 1 congressiste pour 2 074)
  - Province Nord : 26 129 (24,1 %, 1 siège pour 1 188 électeurs, 1 congressiste pour 1 742)
  - Province des îles Loyauté : 15 921 (14,7 %, 1 siège pour 1 137 électeurs, 1 congressiste pour 2 274)
- 2004 (corps glissant) : 119 541 inscrits (1 siège pour environ 2 214 électeurs), dont[21] :
  - Province Sud : 72 623 (60,75 %, 1 siège pour 1 816 électeurs, 1 congressiste pour 2 269)
  - Province Nord : 28 875 (24,15 %, 1 siège pour 1 313 électeurs, 1 congressiste pour 1 925)
  - Province des îles Loyauté : 18 043 (15,1 %, 1 siège pour 1 289 électeurs, 1 congressiste pour 2 578)
- 2009 (corps bloqué) : 135 932 inscrits (1 siège pour 2 517 électeurs environ), dont[22] : 
  - Province Sud : 83 648 (61,54 %, 1 siège pour 2 091 électeurs, 1 congressiste pour 2 614)
  - Province Nord : 32 677 (24,04 %, 1 siège pour 1 485 électeurs, 1 congressiste pour 2 178)
  - Province des îles Loyauté : 19 607 (14,42 %, 1 siège pour 1 401 électeurs, 1 congressiste pour 2 801)P

## Règles juridiques et financières

### Conditions générales de constitution de la liste
- Chaque liste doit comprendre 10 personnes de plus que le nombre de sièges à pourvoir à l'assemblée de province (entre 1989 et 1999, il s'agissait de 6 noms supplémentaires),
- De par la loi organique du 4 juillet 2000 tendant à appliquer la loi sur la parité aux élections en Nouvelle-Calédonie, Polynésie française et à Wallis-et-Futuna, chaque liste se doit d'alterner une candidature d'homme et une de femme sur la totalité de sa composition,
- Faire une déclaration de candidature collective revêtue de la signature de chaque colistier (ou de sa procuration) et déposée par le candidat tête de liste (où un mandataire spécial de ce dernier) auprès des services du Haut-commissaire de la République en Nouvelle-Calédonie, en fournissant le dossier complet comprenant :
- la déclaration indiquant la province où la liste se présente, les nom, prénoms, sexe, date et lieu de naissance, domicile et profession de chaque candidat, le titre de la liste qui ne peut être le même que celui choisi par une autre liste candidate dans la même province, et éventuellement la couleur et l'emblème choisis pour l'impression de ses bulletins de vote,
- la copie d'une pièce d'identité et une attestation d'inscription sur la liste électorale établie par le maire concerné et datant de moins de 3 mois, pour chaque colistier.

### Conditions pour être candidat
- Être citoyen néo-calédonien (règle s'appliquant uniquement depuis 1999) et avoir au moins 21 ans le jour de l'élection,
- Avoir satisfait aux obligations posées par le service national,
- Être électeur inscrit sur la liste électorale spéciale d'une commune de la province où il se présente (sauf pour les parlementaires néo-calédoniens qui peuvent se présenter dans une autre province que celle où ils sont inscrits) et ne pas être touché par une inéligibilité particulière,
- Ne pas être candidat sur une autre liste, ou dans une autre province.

### Calendrier général
- Le scrutin doit avoir lieu dans le mois qui précède l'expiration du mandat des membres sortants, ou dans les deux mois suivant une dissolution ou l'annulation globale des opérations électorales dans une ou plusieurs provinces,
- Les dépenses de campagne peuvent être prises en compte pendant toute l'année précédant la date du scrutin.
- Six mois avant, les campagnes publicitaires des collectivités locales sont interdites (pour éviter l'auto-promotion des réalisations et de la gestion de la collectivité).
- Trois mois avant :
- les numéros gratuits d'appel téléphoniques ou télématiques de soutien aux candidats sont interdits,
- la publicité commerciale par voie de presse ou par tout moyen de communication audiovisuelle est interdite,
- l'affichage en dehors des panneaux officiels est interdit (affichage commercial).
- Le troisième lundi avant, le dépôt des déclarations de candidatures des listes est ouvert,
- La troisième semaine avant, une commission de recensement général des votes est instituée dans chacune des trois provinces,
- Trois semaines avant, à 18 heures, le dépôt des déclarations de candidatures des listes est clos,
- Le deuxième lundi avant :
- la campagne électorale est officiellement ouverte,
- date limite (jusqu'à 18 heures) de livraison par les listes candidats de leurs documents de propagande (bulletins de vote et professions de foi) à la commission de propagande,
- mise en place par les communes des panneaux d'affichages, emplacements exclusifs pour les affiches des listes candidates,
- date limite pour mettre en place la commission de propagande,
- constitution des commissions de contrôle des opérations de vote dans les communes de plus de 20 000 habitants (Nouméa, Mont-Dore et Dumbéa en 2009),
- Le troisième samedi avant au plus tard, l'état des listes de candidats dont la déclaration a été enregistrée est arrêté par le Haut-commissaire et publié au journal officiel de la Nouvelle-Calédonie (JONC), dans l'ordre où elles ont été déposées,
- Le deuxième mercredi avant marque le début des opérations de mise sous pli et envoi des documents de propagande (bulletins de vote et professions de foi) aux électeurs,
- Le mercredi précédant le scrutin est le dernier jour pour la mise sous pli et l'envoi des documents de propagande (bulletins de vote et professions de foi) aux électeurs,
- Le samedi, veille du scrutin :
  - à 00h00, interdiction de toute propagande audiovisuelle, de tous sondages,
  - à 24h00, fin officielle de la campagne électorale.
- Le dimanche, jour du scrutin :
  - à 08h00, ouverture des bureaux de vote (sauf arrêté spécial du Haut-commissaire avançant cette heure dans certaines communes),
  - à 18h00, fermeture des bureaux de vote (sauf arrêté spécial du Haut-commissaire reculant cette heure dans certaines communes).

### Règles générales
- Les dons et les dépenses sont plafonnées selon des règles strictes : le plafond de dépenses électorales par habitant est étroitement lié au nombre d'habitants dans la province ;
- La liste candidate ne peut recevoir de dons en espèces en mains propres, seul son mandataire financier peut recevoir les dons et les contributions financières de son parti. Les dons de plus de 18 180 Francs CFP doivent être recueillis par chèque et un même donateur ne peut verser plus de 545 000 Francs CFP ;
- La liste candidate a l'obligation de déposer un compte de campagne auprès de la Commission nationale des comptes de campagne.
- Il existe deux types de dépenses :
  - celles relevant de l'article R 39 du code électoral : affiches officielles, prestation d'affichage officiel, bulletins de vote, profession de foi officielle ;
  - les autres dépenses à retracer dans le compte de campagne. Ces dernières doivent :
    - être justifiées par pièces justificatives,
    - être engagées exclusivement dans l'année précédant l'élection,
    - être facturées au prix du marché (pas de rabais, ni de remises exceptionnelles),
    - être payées par le candidat ou par son mandataire financier.
- L'État rembourse les dépenses du candidat à hauteur de 50 % du plafond des dépenses à la condition que le candidat :
  - ait obtenu au moins 5 % des suffrages exprimés ;
  - n'ait pas dépassé le plafond des dépenses ;
  - ait déposé dans les temps son compte de campagne ;
  - ait réglé toutes ses factures avant le dépôt de son compte de campagne.
- Cependant, certaines dépenses sont exclues du remboursement, parmi elles :
  - les frais d'huissier et d'avocats,
  - les frais de déplacements des orateurs nationaux,
  - la location d'un local,
  - les affiches et tracts de remerciements après le scrutin,
  - ainsi que le pot de remerciements offerts aux militants après le scrutin.

### Compte de campagne
- La liste candidate a l'obligation d'ouvrir un compte bancaire ou postal spécifique pour sa campagne électorale et doit tenir un livre-journal.
- Toutes les dépenses relatives à l'élection et effectuées dans l'année précédant l'élection peuvent être prises en charge dans le cadre du compte de campagne : matériel de propagande, personnel, prestations de services (conseil en communication, enquêtes, sondages, publications, impressions, publicités), transports (essence, location de véhicules…), frais de réception, frais postaux et de distribution, télécommunications, Internet, frais financiers et intérêts d'emprunt.
- Pour se financer, la liste candidate peut :
  - faire un apport personnel,
  - faire un emprunt auprès d'un établissement financier (les intérêts sont inclus dans le compte de campagne),
  - recevoir des dons de particuliers (dans une limite maximale),
  - recevoir une contribution de son parti sous forme d'apport ou de prise en charge des factures,
  - bénéficier de prestations en nature (par exemple affichage par des militants, distribution de tracts),
  - vendre des petits objets marqués électoralement (briquets, autocollants, crayons, pins…).
- Si la liste candidate reçoit des dons de particuliers ou des contributions financières de son parti, il a l'obligation d'avoir un mandataire financier et il doit émettre obligatoirement un reçu.
- La liste candidate ne peut recevoir de don d'une société ou d'une association. Il ne peut bénéficier d'une remise ou d'un rabais exceptionnel sur ses factures, ni d'un abandon de créance.
- Le compte de campagne qui retrace l'ensemble des recettes et des dépenses de la campagne pour leur montant TTC doit être équilibré (ni déficit, ni excédant) et doit être certifié par un expert-comptable, choisi librement par la liste candidate (ses honoraires sont inclus dans le compte de campagne).
- La liste candidate a l'obligation de déposer son compte de campagne expertisé auprès de la Commission nationale des comptes de campagne, dans les deux mois qui suivent la date où l'élection est terminée. Le candidat tête de liste est responsable du dépôt du compte.
- La Commission nationale des comptes de campagne vérifie le compte de campagne et peut :
  - rendre une décision d'approbation (avec ou sans réformation) ou de rejet du compte de campagne, mais aussi de constatation de non-dépôt ;
  - saisir le juge de l'élection pour que soient prises des sanctions électorales ;
  - transmettre le dossier au parquet en cas d'infraction pénale supposée.

### Recours en annulation
Les élections provinciales peuvent être contestées dans les quinze jours suivant la proclamation des résultats par n'importe quel candidat ou électeur de la province, ou par le Haut-commissaire (si celui-ci estime que les conditions et formes « légalement prescrites » n'ont pas été respectées), devant le Conseil d'État statuant au contentieux. Celui-ci peut ainsi décider l'annulation globale des opérations de vote dans cette province. Dans ce cas, un nouveau scrutin doit être organisé dans un délai de deux mois. Les élections en Province des îles Loyauté ont à ce jour été les seules à avoir jamais été annulées, et ce à deux reprises : en 2000 et en 2009.

### Élections partielles
Techniquement, tout élu décédé, démissionnaire ou se trouvant dans l'incapacité de continuer à siéger (par cumul des mandats ou frappé inéligibilité) est remplacé à l'Assemblée de Province et/ou au Congrès par se(s) suivant(s) de liste. Dans le cas où un ou plusieurs sièges vacants ne peuvent plus être pourvus (s'il n'y a plus de suivant de liste), une élection partielle est alors organisée dans les trois mois : au scrutin uninominal majoritaire à un tour s'il n'y a qu'un siège à pourvoir, à la proportionnelle sinon. Ce dernier cas ne s'est à ce jour jamais présenté.